# Ecitoptera maculifrons
Ecitoptera maculifrons är en tvåvingeart som beskrevs av Borgmeier 1924. Ecitoptera maculifrons ingår i släktet Ecitoptera och familjen puckelflugor. Inga underarter finns listade i Catalogue of Life.